# Senátní obvod č. 56 – Břeclav
Senátní obvod č. 56 – Břeclav je podle zákona č. 247/1995 Sb. tvořen celým okresem Břeclav a jižní částí okresu Brno-venkov, ohraničenou na severu obcemi Cvrčovice, Pohořelice, Přibice a Vranovice a na západě obcí Vlasatice (do roku 2006 toto území také patřilo do okresu Břeclav).
Prvním senátorem zvoleným roku 1996 (pouze na čtyři roky) byl Jiří Pavlov z ODS, který se o další mandát neucházel. Po něm nastoupil již na šest let Vladimír Schovánek (US-DEU), tehdy starosta Pohořelic. Jeho nástupce, sociální demokrat Jan Hajda, jako první svůj mandát obhájil. Když 27. února 2018 ve funkci zemřel, zbývalo do konce jeho druhého volebního období už jen sedm měsíců. Proto bylo rozhodnuto, že po tu dobu zůstane post neobsazen a nový senátor za obvod č. 56 bude zvolen až v řádných volbách. Stal se jím mikulovský starosta Rostislav Koštial (ODS), když ve druhém kole porazil someliéra Libora Nazarčuka (za ANO). 
V roce 2024 se senátorem za Břeclavsko stal Róbert Šlachta (předseda hnutí Přísaha), který zužitkoval zejména svou voličskou základnu v Pohořelicích a ve 2. kole porazil poslance Miloslava Janulíka (ANO) z Valtic. Obhájce mandátu R. Koštial skončil v 1. kole těsně třetí.

## Senátoři

Jiří Pavlov 1996–2000
Vladimír Schovánek 2000–2006
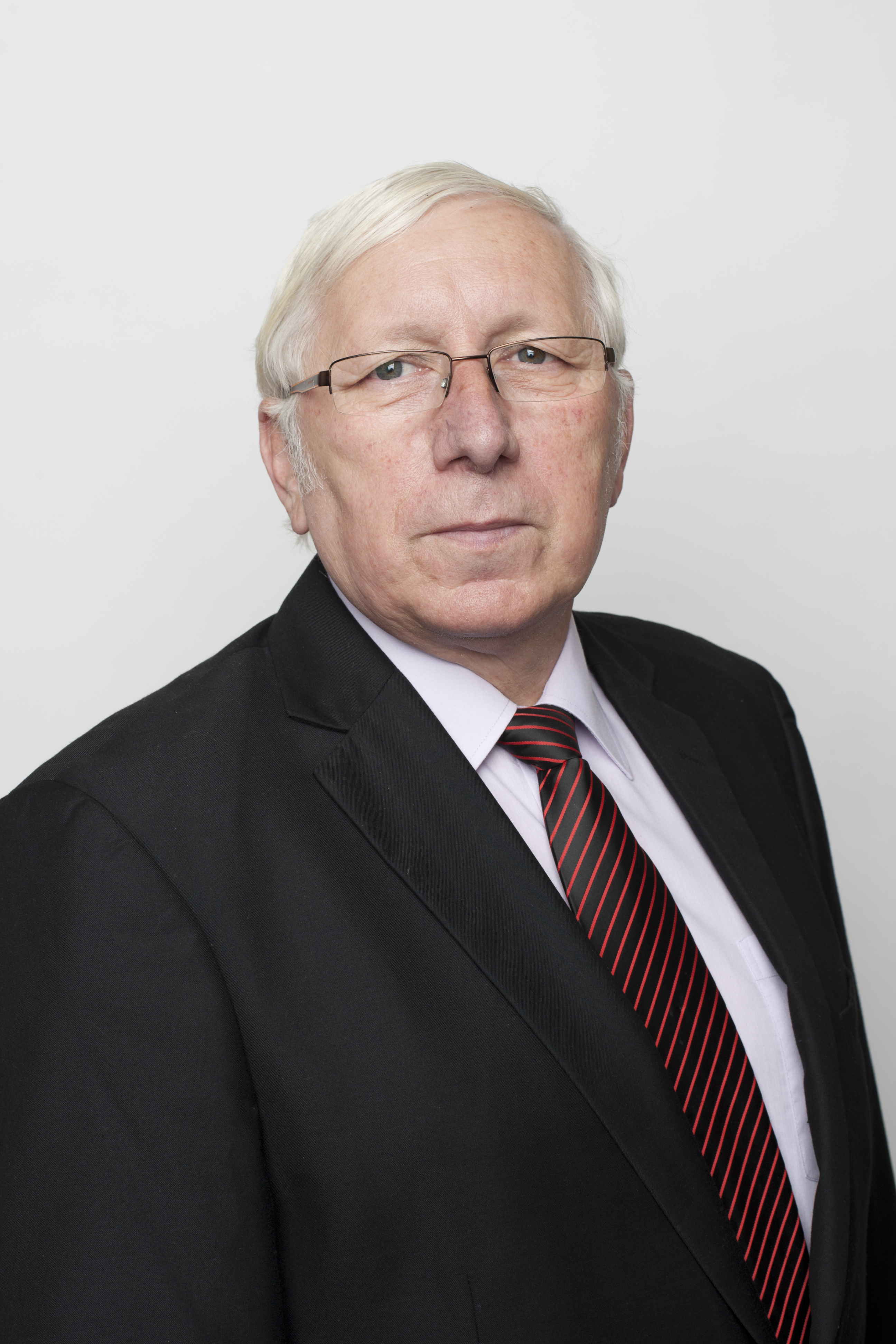
Jan Hajda 2006–2018
Rostislav Koštial 2018–2024
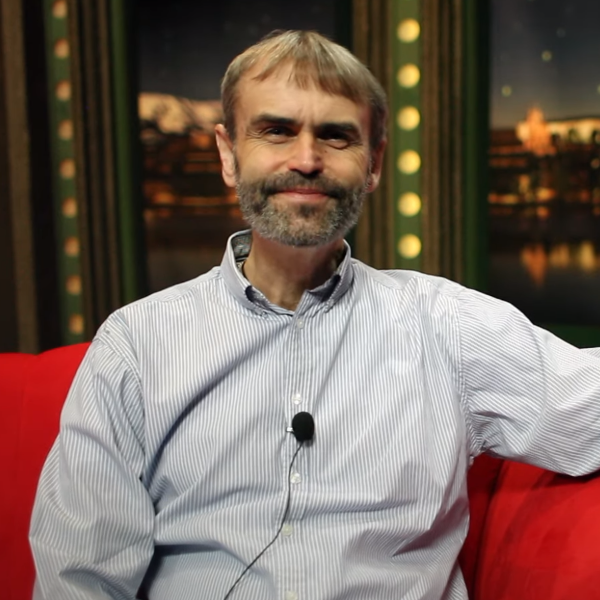
Róbert Šlachta 2024–

| Volby | Volby  | Senátor                 | Volební strana | Navrhující strana | Politická příslušnost | Odkaz  |
| ----- | ------ | ----------------------- | -------------- | ----------------- | --------------------- | ------ |
|       | 1996   | Mgr. Jiří Pavlov        | ODS            | ODS               | ODS                   | profil |
|       | 2000   | Ing. Vladimír Schovánek | 4KOALICE       | US                | US                    | profil |
|       | 2006   | Ing. Jan Hajda          | ČSSD           | ČSSD              | ČSSD                  |        |
| 2012  | profil | Ing. Jan Hajda          | ČSSD           | ČSSD              | ČSSD                  |        |
|       | 2018   | Rostislav Koštial       | ODS            | ODS               | ODS                   | profil |
|       | 2024   | Mgr. Róbert Šlachta     | Přísaha        | Přísaha           | Přísaha               |        |

## Volby

### Rok 1996
| Kandidát                  | Volební strana | Navrhující strana | Politická příslušnost | Počet hlasů (1. kolo) | %     | Počet hlasů (2. kolo) | %     |
| ------------------------- | -------------- | ----------------- | --------------------- | --------------------- | ----- | --------------------- | ----- |
| Mgr. Jiří Pavlov          | ODS            | ODS               | ODS                   | 11 292                | 37,27 | 13 764                | 50,29 |
| Ing. Mgr. Tomáš Krejčiřík | ČSSD           | ČSSD              | ČSSD                  | 5 321                 | 17,56 | 13 605                | 49,71 |
| Ing. Vojtěch Jedlička     | KSČM           | KSČM              | KSČM                  | 5 158                 | 17,02 | —                     | —     |
| RNDr. Tomáš Zejda         | ODA            | ODA               | ODA                   | 3 723                 | 12,29 | —                     | —     |
| Václav Petrásek           | MSLK_96        | MOR_SLEZ          | ČMUS                  | 2 982                 | 9,84  | —                     | —     |
| Ing. Pavel Klak           | ČSNS           | ČSNS              | ČSNS                  | 1 314                 | 4,34  | —                     | —     |
| Ladislav Froněk           | KSČ            | KSČ               | BEZPP                 | 508                   | 1,68  | —                     | —     |

### Rok 2000
| Kandidát                | Volební strana | Navrhující strana | Politická příslušnost | Počet hlasů (1. kolo) | %     | Počet hlasů (2. kolo) | %     |
| ----------------------- | -------------- | ----------------- | --------------------- | --------------------- | ----- | --------------------- | ----- |
| Ing. Vladimír Schovánek | 4KOALICE       | US                | US                    | 7 153                 | 24,53 | 18 191                | 67,38 |
| JUDr. Marta Strušková   | KSČM           | KSČM              | KSČM                  | 6 892                 | 23,63 | 8 806                 | 32,61 |
| Ing. Jan Hajda          | ČSSD           | ČSSD              | ČSSD                  | 4 748                 | 16,28 | —                     | —     |
| PhDr. Leo Čuda          | ODS            | ODS               | ODS                   | 3 883                 | 13,31 | —                     | —     |
| Mgr. Helena Omachlíková | NK             | NK                | BEZPP                 | 3 578                 | 12,27 | —                     | —     |
| Ing. Josef Bendl        | NK             | NK                | BEZPP                 | 2 716                 | 9,31  | —                     | —     |
| Ing. Lotar Indruch      | MD             | MD                | MD                    | 185                   | 0,63  | —                     | —     |

### Rok 2006
| Kandidát                | Volební strana | Navrhující strana | Politická příslušnost | Počet hlasů (1. kolo) | %     | Počet hlasů (2. kolo) | %     |
| ----------------------- | -------------- | ----------------- | --------------------- | --------------------- | ----- | --------------------- | ----- |
| Ing. Jan Hajda          | ČSSD           | ČSSD              | ČSSD                  | 10 883                | 26,57 | 11 707                | 57,71 |
| PhDr. Milan Blažek      | ODS            | ODS               | ODS                   | 8 475                 | 20,60 | 8 578                 | 42,28 |
| Jan Koráb               | KDU-ČSL        | KDU-ČSL           | KDU-ČSL               | 6 210                 | 15,16 | —                     | —     |
| Ludmila Živná           | KSČM           | KSČM              | KSČM                  | 4 984                 | 12,16 | —                     | —     |
| RNDr. Jiří Matuška      | SZ             | SZ                | BEZPP                 | 3 159                 | 7,71  | —                     | —     |
| Ing. Vladimír Schovánek | Pro lidi       | US-DEU            | US-DEU                | 2 838                 | 6,92  | —                     | —     |
| Mgr. Zdeněk Petr        | SNK ED         | SNK ED            | SNK ED                | 1 948                 | 4,75  | —                     | —     |
| Josef Ševčík            | SN             | SN                | BEZPP                 | 1 646                 | 4,01  | —                     | —     |
| Josef Vašíček           | NK             | NK                | BEZPP                 | 816                   | 1,99  | —                     | —     |

### Rok 2012
| Kandidát                    | Volební strana | Navrhující strana | Politická příslušnost | Počet hlasů (1. kolo) | %     | Počet hlasů (2. kolo) | %     |
| --------------------------- | -------------- | ----------------- | --------------------- | --------------------- | ----- | --------------------- | ----- |
| Ing. Jan Hajda              | ČSSD           | ČSSD              | ČSSD                  | 7 992                 | 26,57 | 9 168                 | 65,54 |
| Zdeněk Tesařík              | KSČM           | KSČM              | KSČM                  | 5 466                 | 18,17 | 4 819                 | 34,45 |
| Mgr. Richard Zemánek        | KDU-ČSL        | KDU-ČSL           | KDU-ČSL               | 3 263                 | 10,85 | —                     | —     |
| Ing. Pavel Procházka        | ODS            | ODS               | ODS                   | 3 074                 | 10,22 | —                     | —     |
| MUDr. Eva Klimovičová       | NK             | NK                | BEZPP                 | 2 865                 | 9,52  | —                     | —     |
| Ing. Miroslav Volařík       | KONS           | KONS              | BEZPP                 | 2 269                 | 7,54  | —                     | —     |
| Ing. Luděk Mikulecký, LL.M. | TOP 09, STAN   | TOP 09            | BEZPP                 | 2 201                 | 7,31  | —                     | —     |
| MUDr. Radim Uzel, CSc.      | SPOZ           | SPOZ              | SPOZ                  | 1 408                 | 4,68  | —                     | —     |
| Mgr. Zbyněk Chlumecký       | SNK ED         | SNK ED            | BEZPP                 | 1 252                 | 4,16  | —                     | —     |
| RNDr. Mgr. Stanislav Palša  | NÁR.SOC.       | NÁR.SOC.          | NÁR.SOC.              | 283                   | 0,94  | —                     | —     |

### Rok 2018
| Kandidát | Kandidát             | Volební strana | Navrhující strana | Politická příslušnost | Počet hlasů (1. kolo) | %     | Počet hlasů (2. kolo) | %     |
| -------- | -------------------- | -------------- | ----------------- | --------------------- | --------------------- | ----- | --------------------- | ----- |
|          | Rostislav Koštial    | ODS            | ODS               | ODS                   | 11 399                | 27,11 | 10 403                | 64,03 |
|          | Libor Nazarčuk       | ANO            | ANO               | BEZPP                 | 8 692                 | 20,67 | 5 843                 | 35,96 |
|          | Mgr. Richard Zemánek | KDU-ČSL        | KDU-ČSL           | KDU-ČSL               | 6 461                 | 15,36 | —                     | —     |
|          | Ing. Zdeněk Tesařík  | KSČM           | KSČM              | KSČM                  | 6 137                 | 14,59 | —                     | —     |
|          | Ing. Jaroslav Válka  | ČSSD           | ČSSD              | ČSSD                  | 3 322                 | 7,90  | —                     | —     |
|          | JUDr. Richard Novák  | SPD            | SPD               | BEZPP                 | 3 263                 | 7,76  | —                     | —     |
|          | Mgr. Karel Štogl     | Piráti         | Piráti            | BEZPP                 | 2 764                 | 6,57  | —                     | —     |

### Rok 2024
Ve volbách v roce 2024 senátor Rostislav Koštial obhajoval svůj mandát za koalici SPOLU (tj. KDU-ČSL, ODS a TOP 09). Do Senátu PČR kandidoval předseda hnutí PŘÍSAHA Robert Šlachta, kterého rovněž podporovali strana AUTO, Svobodní a Moravané, a kandidátem hnutí STAN byl starosta obce Moravský Žižkov Josef Osička, který rovněž získal podporu od Pirátů (při hlasování jejich jihomoravského krajského sdružení podpořilo Osičkovu kandidaturu 59,2 % hlasujících). Za hnutí ANO kandidoval poslanec Miloslav Janulík. Kandidátem SOCDEM byl ředitel domova seniorů  Odkazovič. Kandidátem hnutí Nestranici2024.cz byl starosta obce Brumovice Rudolf Kadlec. O post senátora rovněž usilovali vysokoškolský pedagog a kandidát koalice SPD a Trikolora Zdeněk Koudelka, bezpečnostní expert a kandidát KSČM Stanislav Šprtel a právník a kandidát strany NOS Zbyněk Hromek.
Do druhého kola postoupili Róbert Šlachta a Miloslav Janulík.
| Kandidát | Kandidát                          | Volební strana       | Navrhující strana | Politická příslušnost | Počet hlasů (1. kolo) | %     | Počet hlasů (2. kolo) | %     |
| -------- | --------------------------------- | -------------------- | ----------------- | --------------------- | --------------------- | ----- | --------------------- | ----- |
|          | Mgr. Róbert Šlachta               | PŘÍSAHA              | PŘÍSAHA           | PŘÍSAHA               | 8 099                 | 24,74 | 8 614                 | 58,88 |
|          | MUDr. Miloslav Janulík            | ANO                  | ANO               | ANO                   | 7 381                 | 22,54 | 6 015                 | 41,11 |
|          | Rostislav Koštial                 | KDU-ČSL, ODS, TOP 09 | ODS               | ODS                   | 7 300                 | 22,29 | —                     | —     |
|          | Mgr. Josef Osička                 | STAN                 | STAN              | STAN                  | 4 416                 | 13,48 | —                     | —     |
|          | Ing. Rudolf Kadlec                | Nestranici2024.cz    | Nestranici2024.cz | BEZPP                 | 1 819                 | 5,55  | —                     | —     |
|          | doc. JUDr. Zdeněk Koudelka, Ph.D. | SPD, Trikolora       | Trikolora         | Trikolora             | 1,459                 | 4,45  | —                     | —     |
|          | PhDr. David Malinkovič            | SOCDEM               | SOCDEM            | SOCDEM                | 1 084                 | 3,31  | —                     | —     |
|          | JUDr. Stanislav Šprtel            | KSČM                 | KSČM              | KSČM                  | 1 057                 | 3,22  | —                     | —     |
|          | Mgr. Zbyněk Hromek                | NOS                  | NOS               | NOS                   | 121                   | 0,36  | —                     | —     |

## Volební účast
|  | nejvyšší volební účast |  | nejnižší volební účast |

| Rok  | % (1. kolo) | % (2. kolo) |
| ---- | ----------- | ----------- |
| 1996 | 32,67       | 29,13       |
| 2000 | 31,93       | 27,66       |
| 2006 | 44,88       | 20,19       |
| 2012 | 32,74       | 13,74       |
| 2018 | 44,01       | 15,86       |
| 2024 | 33,00       | 14,59       |